# Belitsa (distrikt i Chaskovo)
Belitsa (bulgariska: Белица) är ett distrikt i Bulgarien.   Det ligger i kommunen Obsjtina Ljubimets och regionen Chaskovo, i den sydöstra delen av landet, 240 kilometer öster om huvudstaden Sofia.
Trakten runt Belitsa består till största delen av jordbruksmark. Runt Belitsa är det ganska glesbefolkat, med 34 invånare per kvadratkilometer.